# Prosantorhinus
Prosantorhinus – wymarły rodzaj ssaków z rodziny nosorożcowatych (Rhinocerotidae). Żył on na Ziemi w dolnym i środkowym miocenie. Jego skamieniałe pozostałości zostały odnalezione w zachodniej Europie i Azji. Z wyglądu przypominał on bardziej współczesnego hipopotama niż dzisiejszego nosorożca.